# Serie 71 de SFM

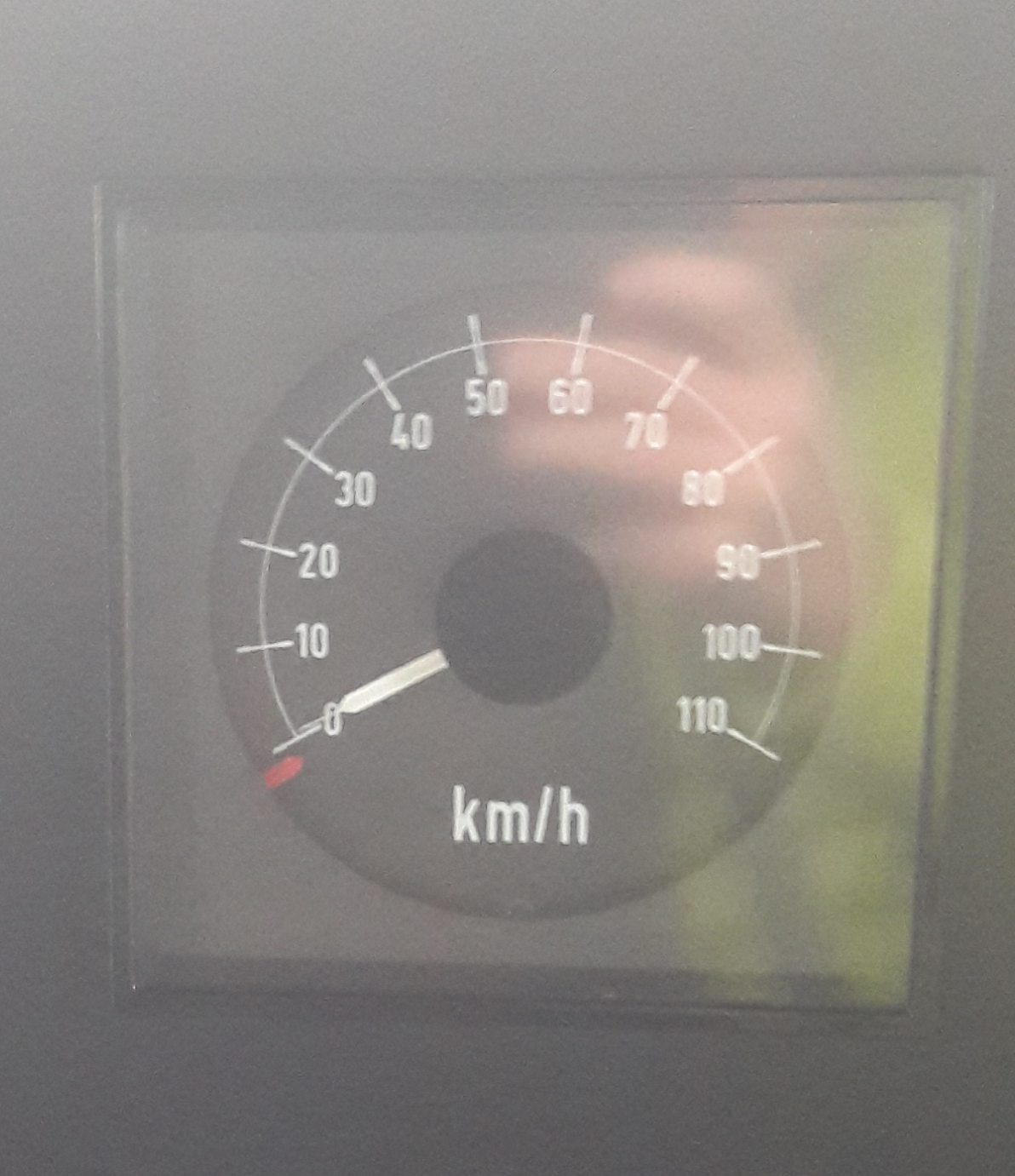
Cuenta Kilómetros de una unidad de la serie 71 de SFM en el cual se observa que la velocidad máxima es de 110 km/h

La serie 71 de SFM (o serie 7100) es una serie de seis unidades eléctricas fabricadas por Construcciones y Auxiliar de Ferrocarriles (CAF) en 2006 para el Metro de Palma de Mallorca por 14 501 160 euros. Fue la segunda serie eléctrica de Mallorca, tras el Ferrocarril de Sóller (1929) y la primera de Servicios Ferroviarios de Mallorca. Son alimentados por energía eléctrica con una tensión de 1500 voltios de corriente continua. Estos trenes operan Sistema ATP (Automatic Train Protection) tipo FAP (Frenado Automático Puntual), que aplica freno de emergencia o impide otras acciones cuando no se cumplen algunas condiciones de seguridad. En tanto, el ancho de vía utilizado en los trenes es de 1000 mm. En 2025, la serie 71 recorre las líneas M1 del metro, que conectan Plaza de España con las estaciones de la UIB.
Los trenes de la serie 71 cuentan con motor en ambos extremos y sus medidas son 33,08 metros de longitud, 3,99 de alto y 2,50 de ancho. La capacidad máxima de cada tren es de 306 pasajeros; 232 de pie y 74 sentados. El metro puede alcanzar una velocidad máxima de 110 km/h, con una aceleración máxima de 1,1 m/s² y una desaceleración máxima de 2 m/s². Cada unidad cuenta con un sistema de radio digital Tetra para comunicaciones Tren-tierra, ordenador de a bordo con comunicación de averías, anomalías y registrador de acontecimientos, puertas eléctricas antiatrapamiento, megafonía interior sensible al nivel de ruido, megafonía exterior, un pasillo adaptado a personas de movilidad reducida que permite intercirculación entre vagones, así como la intercomunicación entre el pasaje y el maquinista. También posee un circuito cerrado de televisión (CCTV) con cuatro cámaras por tren, paneles informativos, sistema de climatización regulable, faros xenón de largo alcance, dos plazas adaptadas a personas de movilidad reducida con avisos al maquinista, asientos con diseño antivandálico y un sistema que insonoriza las ruedas. Las unidades van dotadas de enganches automáticos en sus extremos para realizar composiciones múltiples. Los dos coches motores son de plena adherencia, estando dotados de bojes motores con dos ejes cada uno.

## Características técnicas
- Composición: M-M
- Alimentación: 1500 V
- Ancho de vía: 1000 mm
- Altura del piso: 1150 mm
- Altura del vehículo: 3994 mm
- Puertas por coche: 2 dobles a cada lado
- Espacio libre de puertas: 1900 mm
- Aceleración de 0-100 km/h: 1,1 m/s2
- Plazas por tren: 74
- Plazas totales por tren: 306 (8 pers/m2)
- Velocidad máxima: 110 km/h
- Tipo de enganche: Scharfenberg
- Sistema ATO preinstalado

## Galería

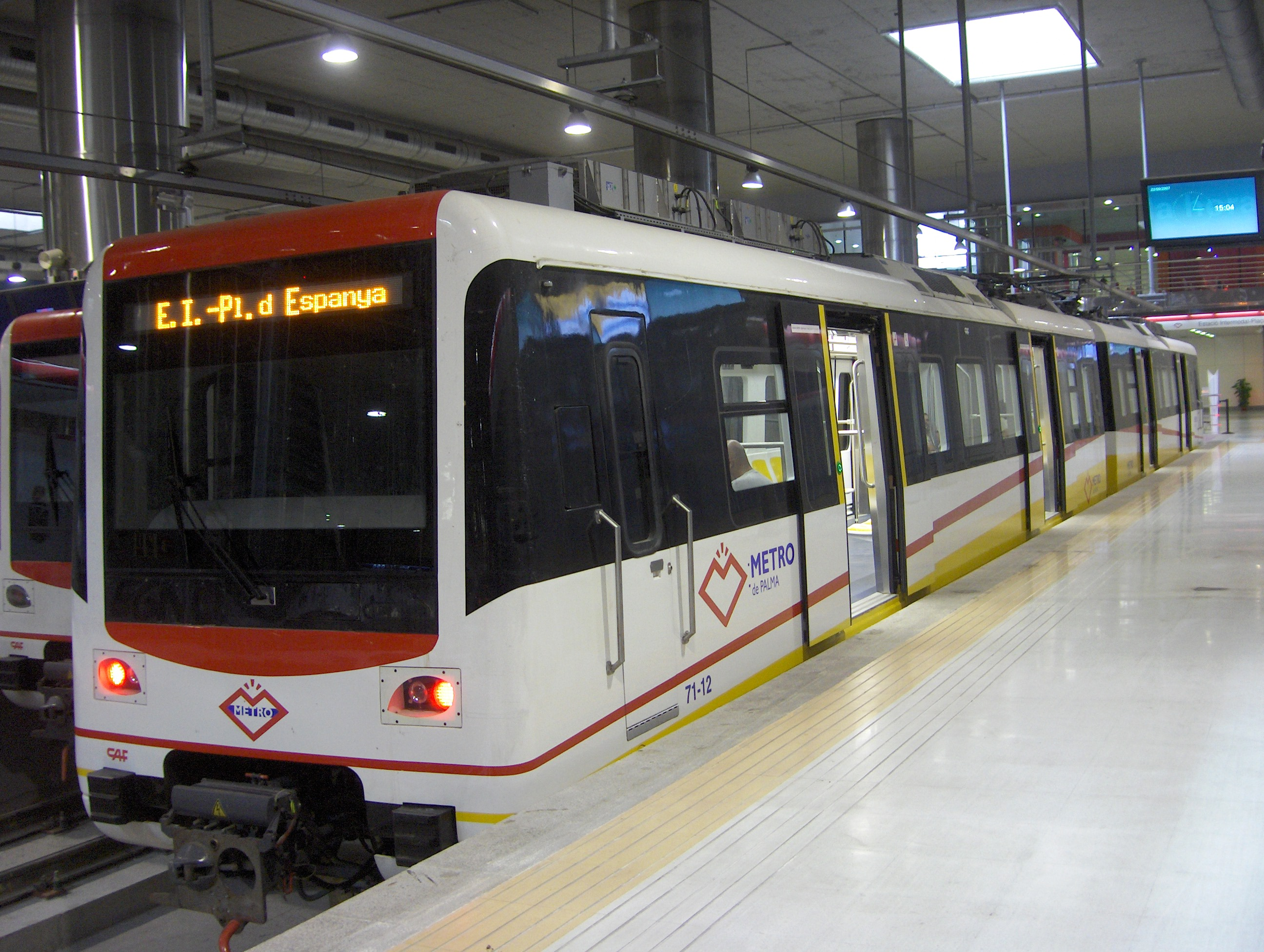
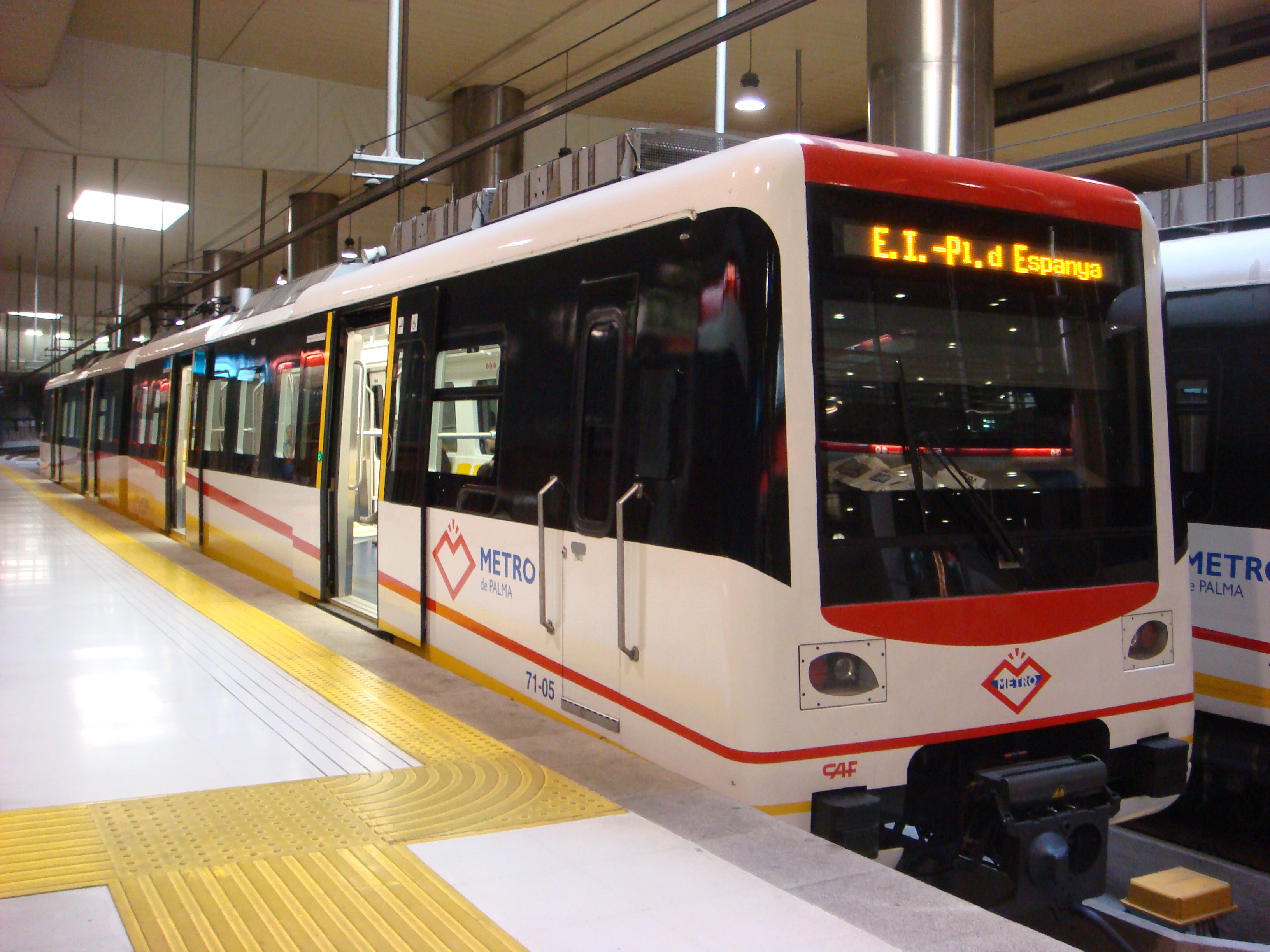
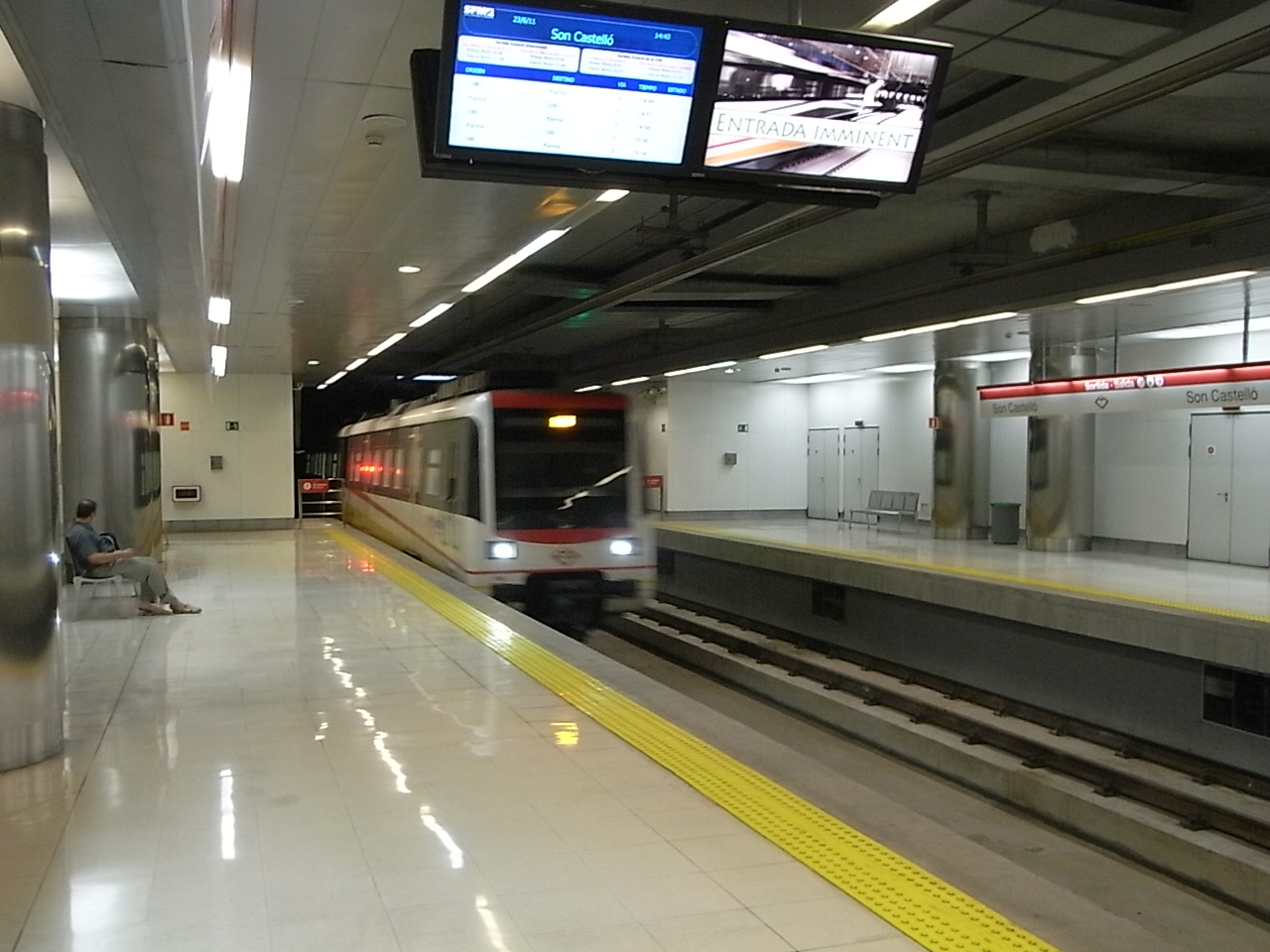
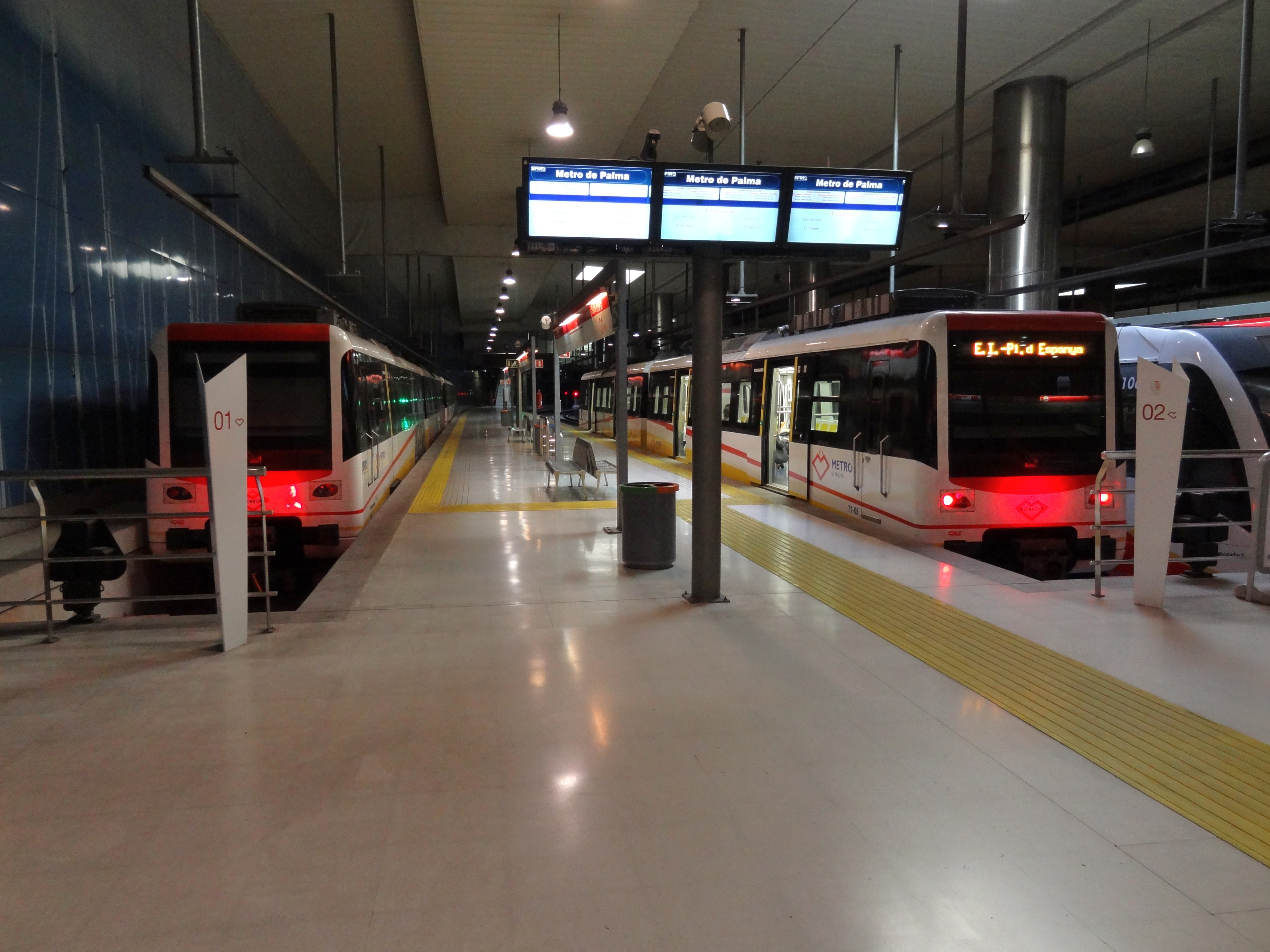
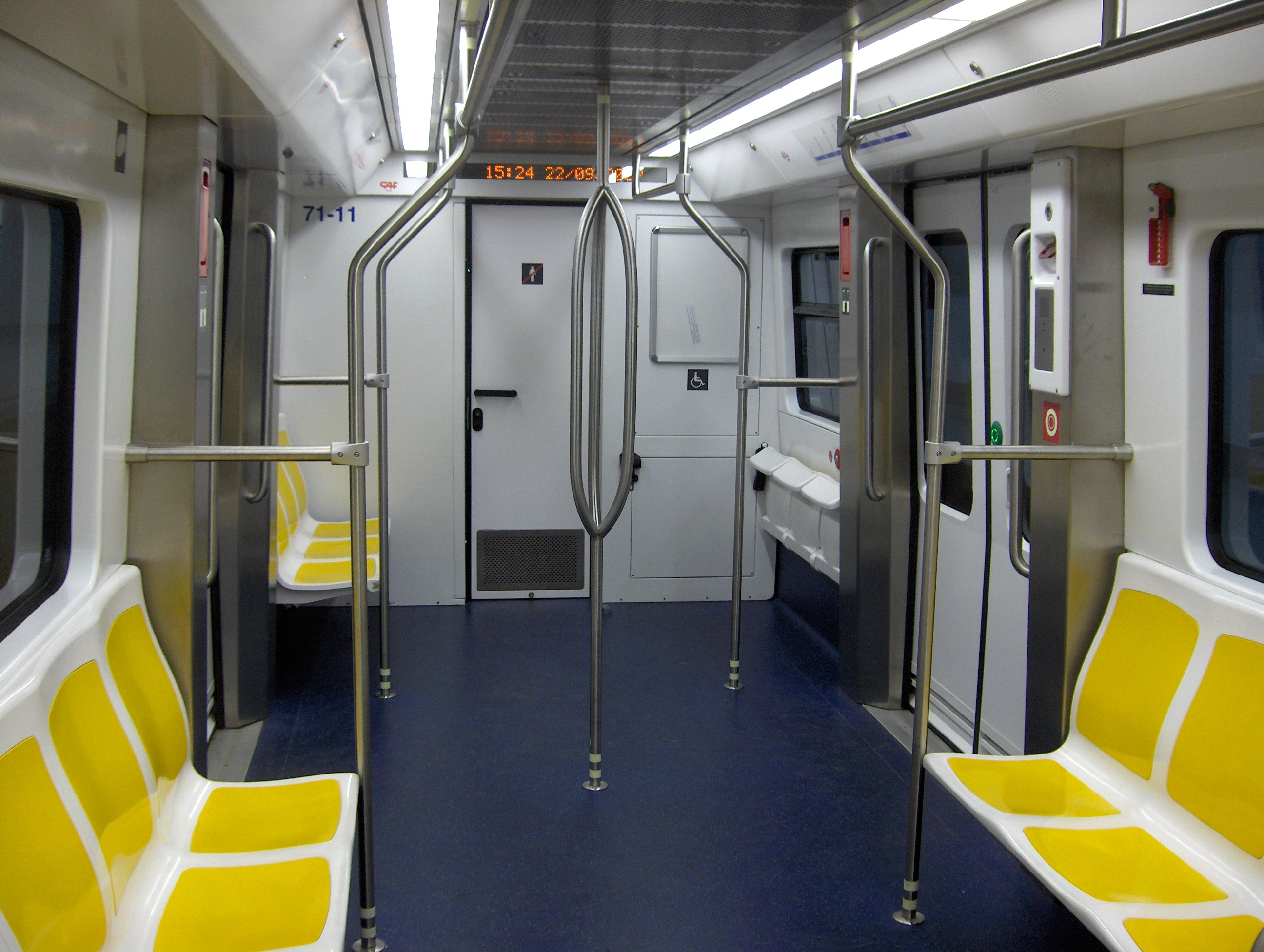
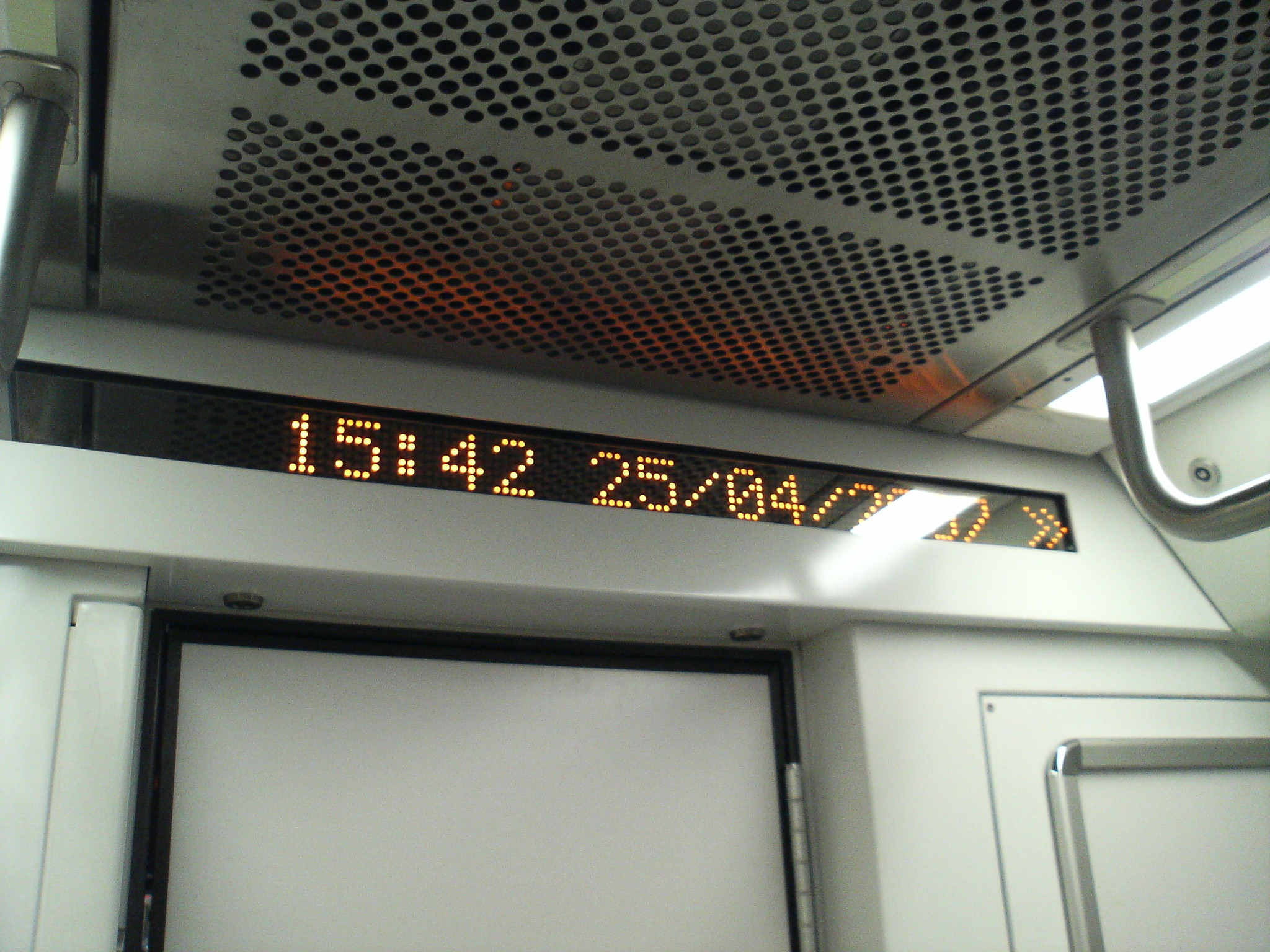